# Edgar Allan Poe na cultura popular

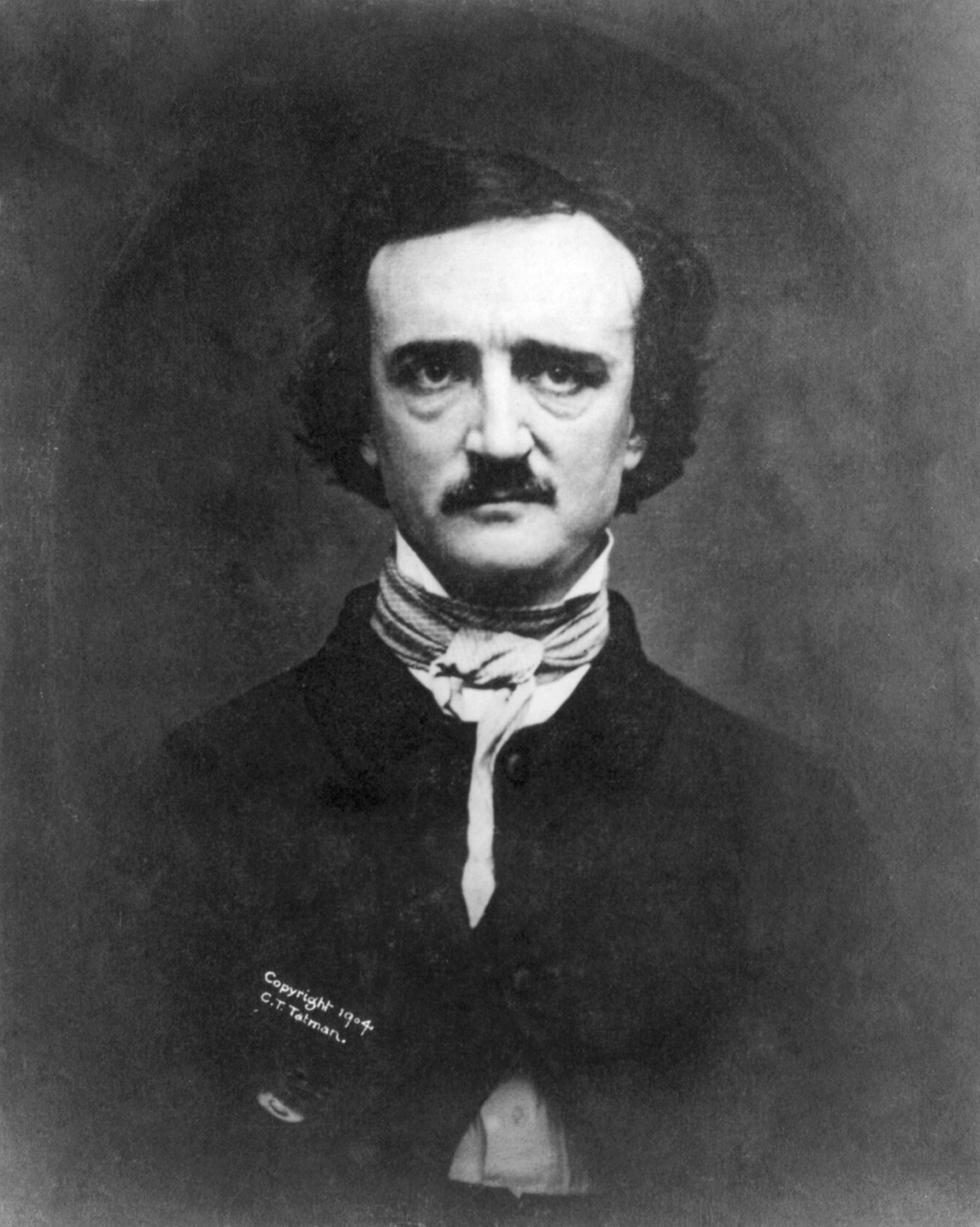
Fotografia de Edgar Allan Poe tirada em 9 de novembro de 1848.

Edgar Allan Poe apareceu na cultura popular como personagem de livros, quadrinhos, filmes e outras mídias. Além de suas obras, a lenda do próprio Poe fascina as pessoas há gerações. Suas aparições na cultura popular muitas vezes o imaginam como uma espécie de "gênio louco" ou "artista atormentado", explorando suas lutas pessoais. Muitas representações de Poe entrelaçam elementos de sua vida com suas obras, em parte devido ao uso frequente de Poe de narradores em primeira pessoa, sugerindo uma suposição errônea de que Poe e seus personagens são idênticos.

## Histórias em quadrinhos
Houve mais de trezentas adaptações de quadrinhos das obras de Edgar Allan Poe em 2008, provavelmente mais do que qualquer outro escritor americano. Desde então, o número de adaptações de Poe nos quadrinhos excedeu o de qualquer outra época comparável. Além das adaptações diretas, vários quadrinhos tomaram Poe como personagem central ou como inspiração para personagens.